# Cristóvão da Costa
Cristóvão da Costa   (Tànger, c. 1515 (Gregorià) - Huelva, 1594) Cristóvão da Costa, Cristóbal Acosta, o Christophorus Acosta Africanus (nom llatinitzat) va ser un metge i historiador natural portuguès. Es considera pioner en l'estudi de plantes procedents d'Orient, especialment el seu ús en farmacologia. Juntament amb l'apotecari Tomé Pires i el metge García de Orta, va ser un dels pioners de la medicina indo-portuguesa. Va publicar un llibre sobre les plantes medicinals de l'orient titulat Tractado de las drogas y medicinas de las Indias Orientales (Tractat de les drogues i medicines de les Índies Orientals) el 1578.

## Biografia
Es creu que Cristóvão da Costa va néixer a algun lloc d'Àfrica, possiblement a Tànger o Ceuta (ambdues ciutats portugueses en aquella època), o en el portuguès Cap Verd, ja que en la seva obra afirma ser africà (Christophorus Acosta Africanus), però el lloc exacte i la data del seu naixement continua sent desconeguda. Probablement va estudiar a Salamanca i va viatjar per primera vegada a les Índies Orientals el 1550 com a soldat. Va participar en algunes campanyes contra la població nativa, i en un moment va ser pres presoner i capturat a Bengala. Després de tornar a Portugal, es va unir al seu antic capità, Luís de Ataíde, que havia estat nomenat virrei de l'Índia portuguesa. Va tornar a Goa el 1568, any en què va morir García de Orta. Va ser metge personal del virrei, i el 1569 va ser nomenat metge a l'hospital reial de Cochin, on va tenir l'oportunitat de tractar el rei de Cochin. Cap el 1571, ell va anotar que recollia exemplars botànics de diverses parts de l'Índia. Va tornar a Portugal el 1572 després que finalitzés el mandat d'Ataíde. Del 1576 al 1587 va ser cirurgià i després metge a Burgos (Espanya).
El 1578 va publicar a Burgos el seu treball (en castellà) Tractado de las drogas y medicinas de las Indias orientales (Tractat de les drogues i medicines de les Índies Orientals), que conté observacions sobre les drogues orientals (entre d'altres, esmenta el bangue, una barreja feta a partir del Cannabis). En aquest, diu que va anar a l'Índia pel seu desig de trobar «en diverses regions i províncies, homes estudiosos i curiosos dels quals vaig poder aprendre una mica més cada dia i veure la diversitat de plantes que Déu ha creat per a la salut humana». Aquest treball va ser traduït a l'italià el 1585 per Francesco Ziletti. Algunes parts d'aquesta obra van ser traduïdes al llatí per Charles de l'Ecluse (Carolus Clusius), que finalment es van incloure en el seu compendi il·lustrat Exoticorum libri decem (Deu llibres de les formes de vida exòtica, 1605).
El llibre de Costa no es considera totalment original, ja que va obtenir molta informació del prèviament publicat Colóquios dos Simples i Drogas da Índia (Col·loqui dels senzills i drogues de l'Índia, 1563) de García de Orta. Amb vint-i-tres xilografies, aviat es va fer més conegut que el treball de García (un treball rar amb només deu exemplars a Europa). L'última entrada va ser un tractat sobre l'elefant asiàtic, probablement el primer a ser publicat a Europa. També va ser una de les primeres obres de gravació en basc.
Un altre treball d'anotacions va ser Tractado de las yerbas, plantas, frutas y animales (Tractat de les herbes, plantes, fruites i animals), però aquest tractat s'ha perdut. También va publicar el Tratado en Loor de las mugeres (Tractat en lloança a les dones, 1592).
Quan la seva dona va morir, Acosta es va retirar i va anar a viure en una ermita. Va morir el 1594 a Huelva, Espanya.

## Eponímia
L'any 1976, es va decidir anomenar en honor seu el cràter lunar «Acosta».

## Abreviatura
L'abreviatura C.Acosta s'empra per indicar a Cristóbal Acosta com autoritat en la descripció i classificació científica dels vegetals.

## Galeria d'imatges

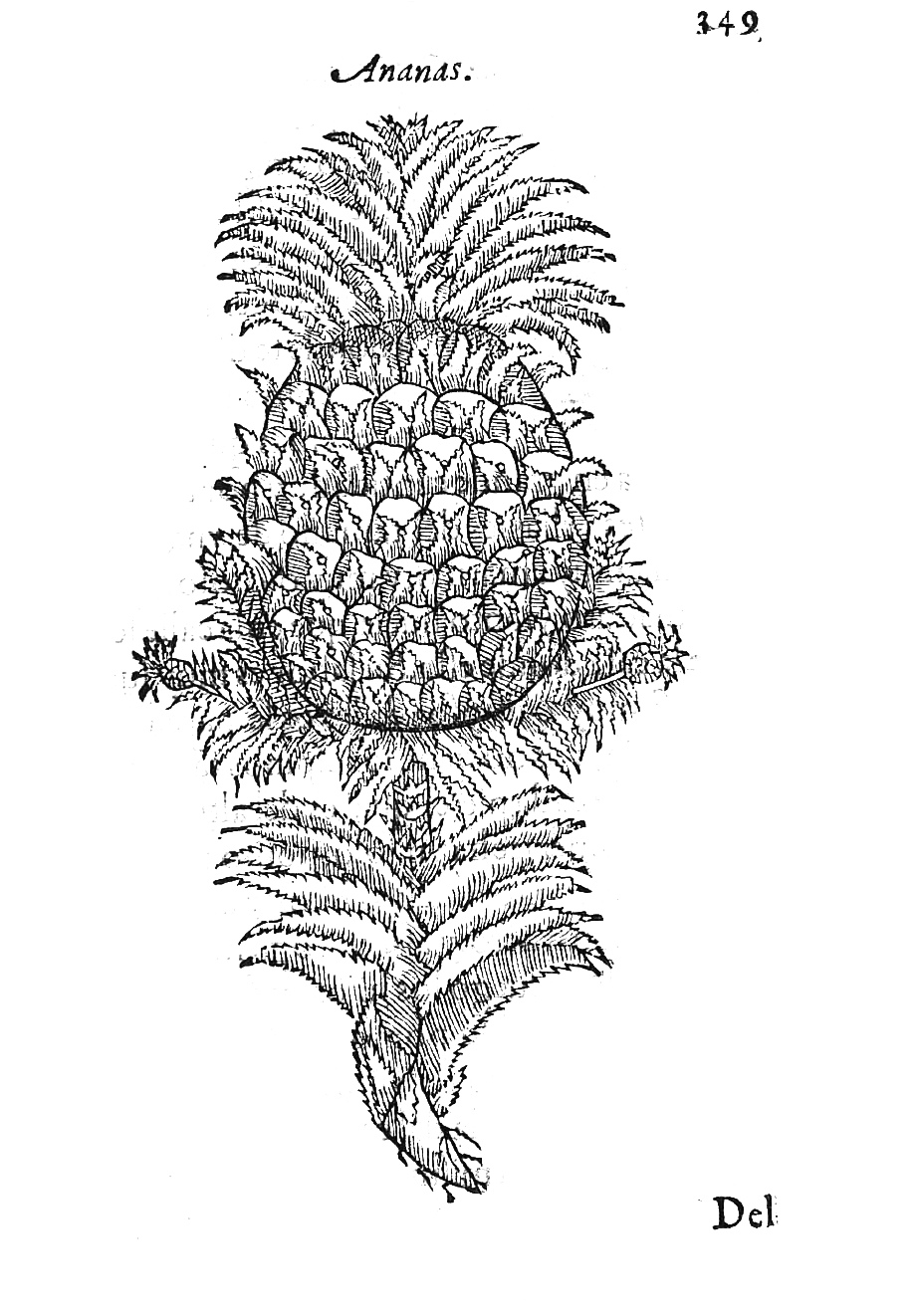
Il·lustració d'una pinya del «Tractado de las drogas, y medicinas de las Indias orientales». Burgos, 1578
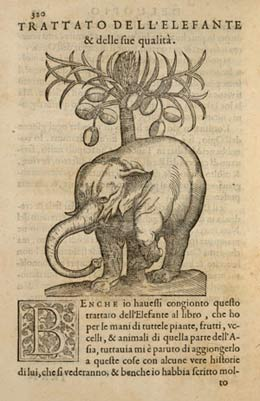
Il·lustració de la pàg. 320 de l'edició de F. Ziletti. (Venècia, 1585, del «Tractado de las drogas...». L'últim capítol del llibre tracta sobre l'elefant.
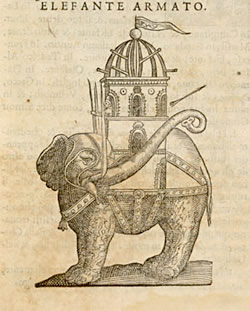
Il·lustració de la pàg. 321 de la mateixa edició veneciana: «Trattato ... della historia, natvra, et virtv delle droghe medicinali: & altri semplici rarissime, che vengono portati dalle Indie Orientali in Europa».